# Mark Wallinger

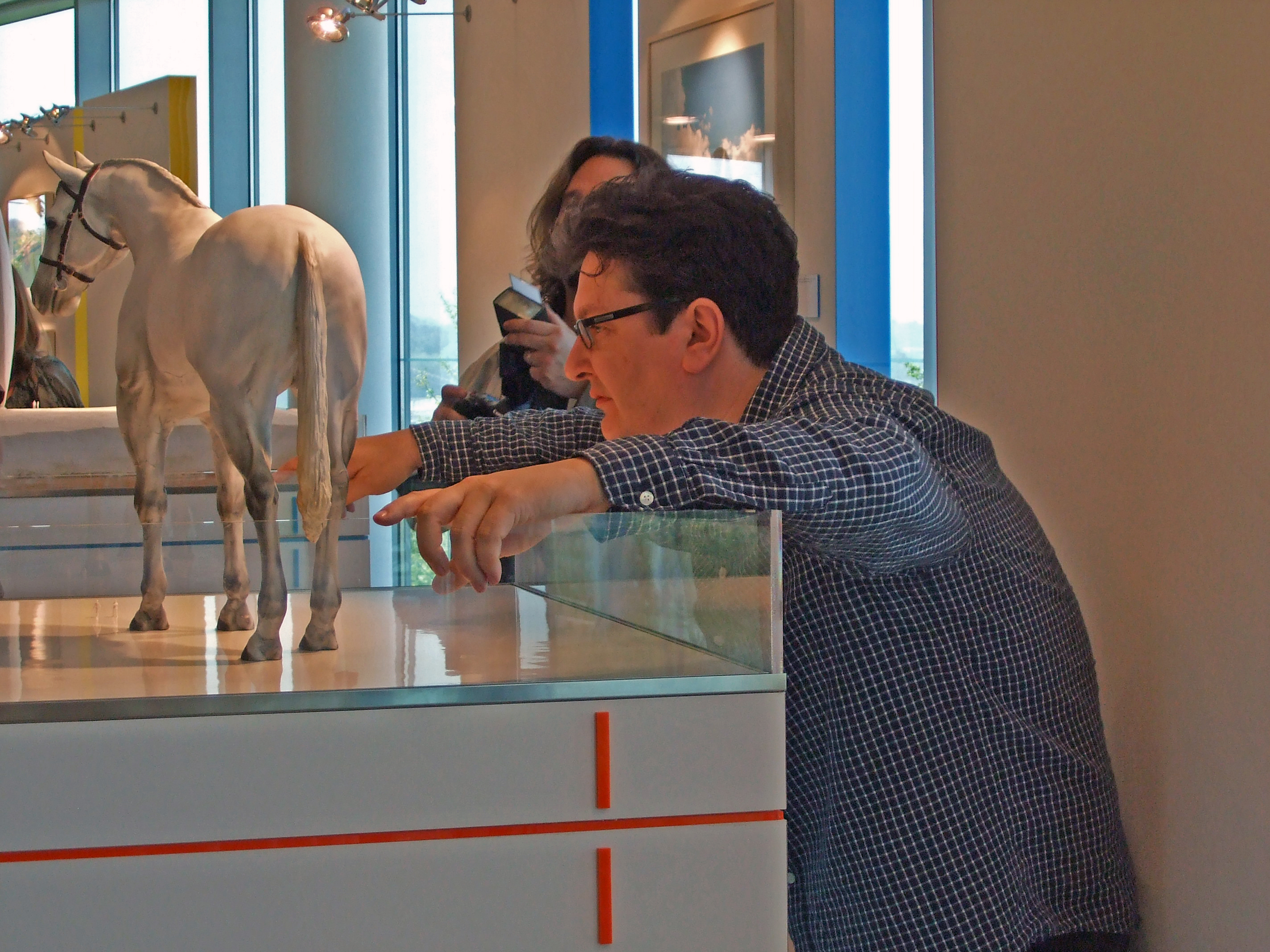
Mark Wallinger

Mark Wallinger (* 1959 in Chigwell, Essex) ist ein britischer Künstler, der zur Gruppe der Young British Artists (YBA) gerechnet wird. Sein bekanntestes Werk ist State Britain (2007), in dem er eine ursprünglich vor Westminster aufgestellte Protestinstallation gegen den Irakkrieg rekonstruierte und in einer Einzelausstellung in der Tate Britain zeigte. Er wurde 1995 und 2007 für den Turner Prize nominiert, den er 2007 erhielt.

## Leben und Werk
Mark Wallinger wurde 1959 in Chigwell in der Grafschaft Essex geboren. Nach dem Besuch der West Hatch Highschool in Chigwell studierte er Kunst, zuerst an der Chelsea School of Art und dann am Goldsmiths College, wo er ab 1986 auch als Tutor beschäftigt war.
Er hatte eine Reihe von Ausstellungen in den 1980er Jahren und stellte seine Arbeiten 1993 in der zweiten Gruppenausstellung der Young British Artists in der Galerie von Charles Saatchi aus. Er war 1997 auch in der Gruppenausstellung Sensation vertreten, die ebenfalls dem YBA-Umfeld zuzurechnen ist.
In der Tate Liverpool wurde im Jahr 2000 eine Retrospektive seiner Arbeit unter dem Titel „Credo“ gezeigt. Für die Biennale gestaltete er 2001 den britischen Pavillon mit der Arbeit „Ecco Homo“. 2007 war er auf der skulptur projekte Münster mit dem Projekt „Zone“ vertreten. Die Städtische Galerie im Lenbachhaus und Kunstbau München zeigte vom 13. Dezember 2003 bis 14. März 2004 den vor Ort installierten Film Wallingers Via Dolorosa, welcher die Kreuzigungsszene Christis aus Zeffirelli Jesus von Nazareth, partiell verändert und beschnitten, darstellt.
Im Dezember 2007 wurde Wallinger mit dem bedeutendsten britischen Kunstpreis, dem Turner Prize ausgezeichnet. Sein Werk State Britain sei von historischer Bedeutung, hieß es in der Begründung der Jury.